# Sauveur Colonieu
Pour les articles homonymes, voir Colonieu.
Sauveur Colonieu est un homme politique français né le 31 décembre 1770 à Cairanne Vaucluse.

## Biographie
Avant la Révolution française, il entra dans les ordres, à congrégation des doctrinaires. Durant la Révolution, il aura le poste de commissaire du Directoire exécutif.
Il est député de Vaucluse de 1805 à 1810.